# Нецид, Томаш
То́маш Не́цид (чеш. Tomáš Necid; род. 13 августа 1989[…], Прага) — чешский футболист, нападающий клуба «Виктория Жижков». Выступал за сборную Чехии.

## Выступления в Чехии
За «Славию» дебютировал в сентябре 2006 года, в возрасте 17 лет. Через месяц после дебюта забил свой первый гол. В 2008 сыграл свой первый матч в Лиге чемпионов. В этом же году стал чемпионом Чехии.
В 2008 году на правах аренды перешёл в клуб «Яблонец 97». За клуб провёл 13 матчей, забил 5 мячей.
После возвращения из аренды в первом же матче забил гол. Всего в 2008 году за «Славию» Томаш провёл 16 матчей, в которых забил 11 мячей.

## ЦСКА
В августе 2008 года ЦСКА купил у пражской «Славии» 19-летнего нападающего молодёжной сборной Чехии Томаша Нецида. Поскольку трансферное окно уже было закрыто, клубы достигли договорённости о том, что футболист до конца 2008 года продолжит выступать за свой прежний клуб, а в январе 2009 года присоединится к ЦСКА.

### Сезон 2009
За ЦСКА молодой нападающий дебютировал 7 марта 2009 года в матче за Суперкубок России против казанского «Рубина», выйдя на замену во втором тайме. При счёте 1:1, на 113-й минуте игры, забил победный гол.
22 апреля в матче 1/4 финала Кубка России-2009 забил гол в ворота московского «Локомотива». Матч закончился со счётом 1:0 в пользу армейцев и позволил пройти в следующий раунд турнира.
Первый гол в чемпионате России забил 10 мая 2009 года в ворота московского «Динамо».
В матче 13-го тура чемпионата России по футболу-2009 в выездном матче с грозненским «Тереком» забил единственный гол армейцев в этом матче. Игра закончилась ничьей 1:1.
В 17-м туре ЦСКА встречался с пермским «Амкаром». В этом матче Нецид заменил на 85-й минуте опорного полузащитника Павла Мамаева и на 90-й минуте встречи после скидки Красича забил гол, принеся армейцам важную победу. Матч закончился со счётом 1:0 в пользу ЦСКА.
Всё более успешная игра молодого форварда вкупе со снижением формы основного нападающего армейцев — Вагнера Лава привела к тому, что в 19-м туре чешский нападающий вышел в стартовом составе армейцев (на 71-й минуте был заменён Вагнером). До этого Нецид обычно заменял бразильца или выступал в качестве усиления нападения. В матче этого тура московский ЦСКА принимал на своём поле «Химки». На 14-й минуте Томаш Нецид открыл счёт точным ударом после передачи Марка Гонсалеса. Матч закончился победой армейцев со счётом 2:1.
После перехода Вагнера Лава в «Палмейрас» в августе 2009 года Томаш Нецид получил место в стартовом составе. В матче 21-го тура ЧР-2009 против «Крыльев Советов» Томаш на 57-й минуте открыл счёт, положив начало разгрому гостей. Матч закончился со счётом 3:0 в пользу ЦСКА.
В матче 26-го тура против «Москвы» Томаш Нецид забил единственный гол ЦСКА в этом матче — на 84-й минуте, после навеса Милоша Красича с правого фланга. Матч был проигран армейцами со счётом 1:3.
В следующем туре чемпионата, в матче с грозненским «Тереком» Томаш забил гол после розыгрыша углового уже на 3-й минуте встречи. Этот гол оказался единственным в этом матче и принёс армейцам победу со счётом 1:0, которая сохранила шансы ЦСКА на борьбу за медали.
21 ноября 2009 года в матче 29-го тура ЧР-2009 состоялось московское дерби «Спартак» — ЦСКА. На 6-й минуте был назначен пенальти в ворота ЦСКА, который реализовал Алекс — 1:0. В конце первого тайма Дзагоев сравнял счёт — 1:1. В начале второго тайма гол Нецида вывел армейцев вперёд — 1:2; в середине второго тайма счёт сравнял Веллитон. На предпоследней минуте матча свой второй гол после ошибки голкипера «красно-белых» Джанаева забил Нецид, принеся армейцам важнейшую победу — 2:3. В этом дерби Томаш Нецид оформил свой первый дубль за ЦСКА, забив свои 10-й и 11-й голы за ЦСКА в сезоне-2009.
В 13 матчах премьер-лиги, которые Томаш Нецид начал в основном составе, чех забил семь мячей.
Всего в своём дебютном сезоне 2009 Томаш Нецид забил за ЦСКА 12 мячей — 1 гол в матче за Суперкубок России-2009, 1 гол в Кубке России (1/4 финала против московского Локомотива), 9 мячей в чемпионате и 1 гол в матче группового этапа Лиги Чемпионов 2009/2010 (в ворота немецкого «Вольфсбурга»).

### Лига чемпионов
15 сентября 2009 года Нецид дебютировал в Лиге чемпионов, в 1-м туре группового этапа, в матче «Вольфсбург» — ЦСКА, выйдя на замену на 84-й минуте встречи.
В матче 2-го тура группового этапа Лиги чемпионов 2009/10 ЦСКА принимал турецкий «Бешикташ». В начале встречи дальним ударом после скидки Нецида счёт открыл Алан Дзагоев. Матч закончился победой армейцев со счётом 2:1.
В матче 4-го тура группового этапа Лиги чемпионов 2009/10 армейцам предстоял выезд на «Олд Траффорд», в гости к «Манчестер Юнайтед». В середине первого тайма Томаш в касание скинул верховой мяч на ход Дзагоеву после передачи из глубины поля. Алан в борьбе с Эвансом прошёл почти до лицевой линии и пробил Эдвина ван дер Сара ударом с острого угла, открыв счёт. Через несколько минут хозяева сумели отыграться благодаря голу Майкла Оуэна — 1:1; ещё через пару минут Милош Красич снова вывел армейцев вперёд после паса Нецида — 1:2. Матч закончился ничьей 3:3, Томаш Нецид записал на свой счёт две голевых передачи.
В матче 5-го тура группового этапа ЛЧ 2009/10 в домашнем матче ЦСКА с «Вольфсбургом» Томаш Нецид забил свой первый гол в Лиге чемпионов, переправив мяч головой в ворота на 58-й минуте после навеса Евгения Алдонина. Армейцы одержали волевую победу со счётом 2:1.
В розыгрыше ЛЧ 2009/10 армейский клуб впервые в своей истории вышел в плей-офф. Сам Томаш после группового этапа занял первое место в списке лучших ассистентов Лиги Чемпионов с 4 голевыми передачами (первое место чех поделил с Венделом («Бордо»), Варгасом («Фиорентина») и Луисом Фабиано («Севилья»), на счету которых также по 4 голевых передачи).

### Сезон 2010
В сезоне 2010 дебютировал 4 февраля на турнире «Copa del Sol», проходившем в Швейцарии, в матче против шведского «Эльфсборга», который армейцы выиграли со счётом 3:2. В первый раз вписать своё имя в протокол на этом турнире у него получилось 6 февраля в матче с норвежским «Русенборгом», отметившись при этом дублем и блистательной голевой передачей пяткой Милошу Красичу, в матче с «Оденсе» Нецид отметился ещё одним голом, став таким образом лучшим бомбардиром турнира.
Томаш Нецид открыл свой счёт голам в официальных турнирах нового сезона 16 марта 2010 года, голом в ворота «Севильи» в ответном матче 1/8 финала Лиги Чемпионов 2009/10, проходившем в Испании. Матч закончился победой ЦСКА со счётом 1:2 что позволило московскому клубу впервые в своей истории выйти в четвертьфинал самого престижного клубного турнира Европы.
Свой первый гол в чемпионате России — 2010 Томаш забил в матче 3-го тура «Анжи» — ЦСКА. Гол, забитый на 62-й минуте, оказался победным для армейцев. Матч закончился со счётом 1:2
7 тур чемпионата России по футболу — 2010, Сибирь 1:4 ЦСКА. В этом матче Томаш Нецид, выйдя в стартовом составе, забил гол и отдал голевую передачу на Алана Дзагоева.
14 тур чемпионата России по футболу — 2010. ЦСКА 1:2 Спартак Нальчик. Нецид забил гол в добавленное к первому тайму время.
В летнее трансферное окно 2010 года в ЦСКА вернулся Вагнер Лав, состав команды пополнил также новичок армейского клуба нападающий Сейду Думбия. В связи с этим резко возрос уровень конкуренции в линии нападения, и во второй половине сезона Томаш стал реже появляться в стартовом составе, чаще выходя на замену, тем не менее, Нецид продолжал забивать голы, уже выходя с замен — так, выйдя на замену в выездном матче 22-го тура «Томь» — ЦСКА на 89-й минуте, успел забить гол через четыре минуты, оформив тем самым разгром томской команды со счётом 0:3. В Лиге Европы, в выездном матче против «Палермо», Томаш Нецид вышел на замену на 60-й минуте и забил третий гол в ворота итальянского клуба, также доведя счёт до разгромного 0:3.
В 26-м туре ЧР-2010, в выездном матче против «Сатурна», Томаш Нецид открыл счёт на 39-й минуте встречи; матч закончился ничьей 1:1.
В матче ЦСКА — домашней встрече с «Палермо» в рамках Лиги Европы, Томаш Нецид забил два гола, принеся победу со счётом 3:1. После этой победы ЦСКА досрочно оформил выход в плей-офф Лиги Европы 2010/11. Мячи, проведённые в ворота «Палермо» стали для Нецида 20-м и 21-м голами в официальных матчах за ЦСКА соответственно.
В 27-м туре ЦСКА играл против самарских «Крыльев Советов», Нецид вновь забил два гола, принёсшие армейцам тяжёлую победу со счётом 4:3.
2 декабря в матче Лиги Европы ЦСКА — «Лозанна» Нецид вновь забил два гола, армейский клуб одержал победу со счётом 5:1
Всего в сезоне 2010 Томаш Нецид забил 13 мячей за ЦСКА — 1 в Лиге чемпионов в ворота
«Севильи», 5 голов в Лиге Европы и 7 голов в Чемпионате России

### Сезон 2011/12
Новый сезон Нецид начинал в роли третьего нападающего ЦСКА, после Вагнера Лава и Думбии.
Однако это не помешало ему открыть счёт голам уже в первом официальном матче сезона — в рамках 1/16 Лиги Европы в выездном матче против греческого ПАОКа. ЦСКА одержал победу со счётом 0:1, единственным голом в игре отметился Нецид.
В чемпионате России сезона 2011/12 свой первый гол Нецид забил в 3-м туре, в матче против «Краснодара». Матч завершился ничьей 1:1
В полуфинале Кубка России 2010/11 в напряжённом и драматичном поединке против московского «Спартака» Нецид открыл счёт в матче на 42-й минуте, замкнув верховую передачу Зорана Тошича. Основное и дополнительное время матча завершилось боевой ничьей 3:3, а в серии послематчевых пенальти верх взяли армейцы (4:5 по пенальти), Нецид реализовал первый удар ЦСКА в этой серии.
9 тур Чемпионата России 2011/12, матч ЦСКА — «Ростов»: Нецид открывает счёт после комбинации с Дзагоевым. Матч завершается победой ЦСКА со счётом 2:1
В 11-м туре Чемпионата России 2011/12, в матче ЦСКА — «Кубань» Томаш Нецид забил один самых быстрых голов в истории РПЛ после выхода на замену: выйдя на поле на 66-й минуте при счёте 0:0, уже на 67-й минуте открыл счёт. Для этого Нециду понадобилось всего два касания. Этот гол стал для Томаша 30-м за ЦСКА во всех турнирах, причём все голы были забиты с игры.
11 июня 2011 года Нецид получил повреждение передней крестообразной связки правого колена, мениска и боковой связки и выбыл из строя на полгода. В январе 2012 года Томаш полностью оправился от травмы.
Впервые после травмы Нецид вышел на поле в матче Лиге чемпионов против мадридского «Реала».
Проигранный в марте матч с «Локомотивом» стал для чеха сотым матчем за ЦСКА во всех турнирах.

### Сезон 2012/13
Томаш получил повреждение передней крестообразной связки левого колена во время одной из тренировок сборной Чехии на Евро-2012. Сообщалось, что на восстановление футболиста уйдёт девять месяцев, однако по факту он лечился весь сезон. Только в начале апреля он начал играть и забивать за молодёжную команду ЦСКА, и лишь в последнем матче сыграл 28 минут за основной состав. После оформления ЦСКА чемпионства в конце мая 2013 года, Томаш продлил контракт с клубом предположительно до лета 2015 года.

### Сезон 2013/14
17 июля 2013 года ЦСКА подписал соглашение с греческим клубом ПАОК о переходе Нецида в ПАОК на правах аренды в сезоне 2013/2014. Первый матч в составе ПАОК Нецид провёл против «Металлиста» в рамках третьего отборочного раунда Лиги чемпионов УЕФА 30 июля 2013 года, выйдя на замену на 77-й минуте. Первый гол за ПАОК Нецид забил 7 августа в ответном матче против «Металлиста» на 83-й минуте встречи, спустя минуту после выхода на замену.
6 января 2014 года было объявлено, что Нецид продолжит карьеру в чешской «Славии» на правах аренды, рассчитанной до конца сезона.
Летом 2014 года вернулся в стан «красно-синих».

### Сезон 2014/15
В августе 2014 года на правах аренды перешёл в ПЕК Зволле, за который забил 8 голов в 14 матчах чемпионата Нидерландов. ЦСКА сперва решил возвратить Нецида из аренды зимой 2015 года. К этому момент к Нециду стали проявлять интерес «Кьево» и «Ювентус», «Дерби Каунти» и дортмундская «Боруссия», но из-за имевшейся травмы ни одна сделка не смогла состояться. Зимой расторгнув контракт с ЦСКА перешёл в «Зволле».

## АДО Ден Хааг
За два сезона Нецид провёл 50 матчей, забил 17 голов и сделал 4 голевых передач. 28 марта 2020 года АДО Ден Хааг расторг контракт с нападающим, который выступал за клуб с 2018 года.

## «Богемианс 1905»
12 октября 2020 года подписал контракт до конца сезона с клубом «Богемианс 1905».

## Национальная сборная
В 2006 году завоевал серебряные медали юношеского чемпионата Европы, где с 5 голами поделил первое место в списке лучших бомбардиров турнира с Бояном Кркичем и Мануэлем Фишером.
19 ноября 2008 года дебютировал в национальной сборной Чехии в матче отборочного турнира к чемпионату мира 2010 против Сан-Марино (на выезде). Нецид на 66-й минуте заменил Мартина Фенина и на 83-й забил свой первый гол за национальную сборную (третий в матче). Сборная Чехии выиграла со счётом 3:0.
Всего в отборочном турнире чемпионата мира-2010 Нецид забил за сборную Чехии 3 гола (по голу в обоих матчах с Сан-Марино и гол в ворота сборной Польши).
В составе сборной Чехии на ЕВРО 2012 Нецид получил повреждение крестообразных связок на прооперированном колене.
13 октября 2014 года в матче против Казахстана (4:2) вышел на 79-й минуте и на 88-й забил свой первый гол за сборную спустя 4 года.

## Стиль игры
Томаш Нецид является классическим центрфорвардом таранного типа и отличается характерными для такого типа нападающих высоким ростом (190 см) и физической мощью. Томаш в одном из интервью заметил, что его идеалом таранного форварда является Лука Тони. Хорошо цепляется за верховые мячи, что позволяет команде выполнять забросы на него из глубины поля, где далее он либо скидывает верховой мяч своим партнёрам, либо действует самостоятельно. Томаш не обладает филигранной техникой и спринтерской скоростью, но очень силён в единоборствах. Обладает весьма мощным ударом с правой ноги, хорошо играет головой. В 2009 году вместе со своим одноклубником Аланом Дзагоевым номинировался на приз «Золотой мальчик», который ежегодно присуждается газетой Tuttosport лучшему молодому (не достигшему 21 года) футболисту Европы.

## Личная жизнь
Младшая сестра Томаша — футболистка Симона Нецидова.
Женился 1 июля 2011 года в Праге на своей девушке Кларе.

## Достижения
«Славия»
- Чемпион Чехии: 2007/08, 2008/09.
- Обладатель Кубка Чехии: 2017/18

ЦСКА
- Чемпион России: 2012/13.
- Обладатель Суперкубка России: 2009.
- Обладатель Кубка России: 2008/09, 2010/11.
- Серебряный призёр чемпионата России: 2010.
- Бронзовый призёр чемпионата России: 2011/12.

Сборная Чехии
- Серебряный призёр юношеского чемпионата Европы: 2006.

## Статистика

### Клубная
| Клуб                | Сезон            | Чемпионат | Чемпионат | Кубок страны | Кубок страны | Европейские кубки | Европейские кубки | Итого | Итого |
| Клуб                | Сезон            | Игры      | Голы      | Игры         | Голы         | Игры              | Голы              | Игры  | Голы  |
| ------------------- | ---------------- | --------- | --------- | ------------ | ------------ | ----------------- | ----------------- | ----- | ----- |
| Славия              | 2006/07          | 13        | 2         | 0            | 0            | 1                 | 0                 | 14    | 2     |
| Славия              | 2007/08          | 3         | 0         | 0            | 0            | 4                 | 0                 | 7     | 0     |
| Славия              | 2008/09          | 16        | 11        | 2            | 1            | 7                 | 0                 | 25    | 12    |
| Славия              | Итого            | 32        | 13        | 2            | 1            | 12                | 0                 | 46    | 14    |
| Яблонец 97 (аренда) | 2007/08          | 13        | 5         | 0            | 0            |                   |                   | 13    | 5     |
| Яблонец 97 (аренда) | Итого            | 13        | 5         | 0            | 0            |                   |                   | 13    | 5     |
| ЦСКА                | 2009             | 27        | 9         | 4            | 2            | 6                 | 1                 | 37    | 12    |
| ЦСКА                | 2010             | 24        | 7         | 2            | 0            | 11                | 6                 | 37    | 13    |
| ЦСКА                | 2011/12          | 23        | 3         | 5            | 1            | 6                 | 1                 | 34    | 5     |
| ЦСКА                | 2012/13          | 1         | 0         | 0            | 0            | 0                 | 0                 | 1     | 0     |
| ЦСКА                | Итого            | 75        | 19        | 11           | 3            | 23                | 8                 | 109   | 30    |
| ПАОК (аренда)       | 2013/14          | 12        | 1         | 2            | 1            | 5                 | 1                 | 19    | 3     |
| ПАОК (аренда)       | Итого            | 12        | 1         | 2            | 1            | 5                 | 1                 | 19    | 3     |
| Славия (аренда)     | 2013/14          | 13        | 3         | 2            | 0            | 0                 | 0                 | 15    | 3     |
| Славия (аренда)     | Итого            | 13        | 3         | 2            | 0            | 0                 | 0                 | 15    | 3     |
| ПЕК Зволле          | 2014/15          | 26        | 12        | 5            | 2            | 2                 | 0                 | 33    | 14    |
| ПЕК Зволле          | Итого            | 26        | 12        | 5            | 2            | 2                 | 0                 | 33    | 14    |
| Бурсаспор           | 2015/16          | 28        | 11        | 5            | 5            | 0                 | 0                 | 33    | 16    |
| Бурсаспор           | Итого            | 28        | 11        | 5            | 5            | 0                 | 0                 | 33    | 16    |
| Всего за карьеру    | Всего за карьеру | 199       | 64        | 27           | 12           | 42                | 9                 | 268   | 85    |

(откорректировано по состоянию на 2 июня 2016 года)

### Статистика выступлений за сборную
| Матчи за сборную Чехии | Матчи за сборную Чехии | Матчи за сборную Чехии | Матчи за сборную Чехии | Матчи за сборную Чехии | Матчи за сборную Чехии    | Матчи за сборную Чехии |
| ---------------------- | ---------------------- | ---------------------- | ---------------------- | ---------------------- | ------------------------- | ---------------------- |
| №                      | Дата                   | Оппонент               | Счёт                   | Голы                   | Соревнование              |                        |
| 1                      | 19 ноября 2008         | Сан-Марино             | 3:0                    | 1                      | Отборочный матч ЧМ-2010   |                        |
| 2                      | 10 февраля 2009        | Марокко                | 0:0                    | -                      | Товарищеский матч         |                        |
| 3                      | 28 марта 2009          | Словения               | 0:0                    | −                      | Отборочный матч ЧМ-2010   |                        |
| 4                      | 1 апреля 2009          | Словакия               | 1:2                    | −                      | Отборочный матч ЧМ-2010   |                        |
| 5                      | 5 июня 2009            | Мальта                 | 1:0                    | 1                      | Товарищеский матч         |                        |
| 6                      | 12 августа 2009        | Бельгия                | 3:1                    | -                      | Товарищеский матч         |                        |
| 7                      | 5 сентября 2009        | Словакия               | 2:2                    | −                      | Отборочный матч ЧМ-2010   |                        |
| 8                      | 9 сентября 2009        | Сан-Марино             | 7:0                    | 1                      | Отборочный матч ЧМ-2010   |                        |
| 9                      | 10 октября 2009        | Польша                 | 2:0                    | 1                      | Отборочный матч ЧМ-2010   |                        |
| 10                     | 14 октября 2009        | Северная Ирландия      | 0:0                    | -                      | Отборочный матч ЧМ-2010   |                        |
| 11                     | 15 ноября 2009         | ОАЭ                    | 0:0                    | -                      | Товарищеский матч         |                        |
| 12                     | 18 ноября 2009         | Азербайджан            | 0:2                    | -                      | Товарищеский матч         |                        |
| 13                     | 3 марта 2010           | Шотландия              | 0:1                    | -                      | Товарищеский матч         |                        |
| 14                     | 22 мая 2010            | Турция                 | 1:2                    | -                      | Товарищеский матч         |                        |
| 15                     | 25 мая 2010            | США                    | 4:2                    | 1                      | Товарищеский матч         |                        |
| 16                     | 11 августа 2010        | Латвия                 | 4:1                    | 1                      | Товарищеский матч         |                        |
| 17                     | 7 сентября 2010        | Литва                  | 0:1                    | -                      | Отборочный матч ЧЕ-2012   |                        |
| 18                     | 8 октября 2010         | Шотландия              | 1:0                    | -                      | Отборочный матч ЧЕ-2012   |                        |
| 19                     | 12 октября 2010        | Лихтенштейн            | 2:0                    | 1                      | Отборочный матч ЧЕ-2012   |                        |
| 20                     | 17 ноября 2010         | Дания                  | 0:0                    | -                      | Товарищеский матч         |                        |
| 21                     | 9 февраля 2011         | Хорватия               | 2:4                    | -                      | Товарищеский матч         |                        |
| 22                     | 25 марта 2011          | Испания                | 1:2                    | -                      | Отборочный матч ЧЕ-2012   |                        |
| 23                     | 29 марта 2011          | Лихтенштейн            | 2:0                    | -                      | Отборочный матч ЧЕ-2012   |                        |
| 24                     | 4 июня 2011            | Перу                   | 0:0                    | -                      | Товарищеский матч         |                        |
| 25                     | 7 июня 2011            | Япония                 | 0:0                    | -                      | Товарищеский матч         |                        |
| 26                     | 26 мая 2012            | Израиль                | 2:1                    | -                      | Товарищеский матч         |                        |
| 27                     | 13 октября 2014        | Казахстан              | 4:2                    | 1                      | Отборочный матч ЧЕ-2016   |                        |
| 28                     | 16 ноября 2014         | Исландия               | 2:1                    | -                      | Отборочный матч ЧЕ-2016   |                        |
| 29                     | 28 марта 2015          | Латвия                 | 1:1                    | -                      | Отборочный матч ЧЕ-2016   |                        |
| 30                     | 31 марта 2015          | Словакия               | 0:1                    | -                      | Товарищеский матч         |                        |
| 31                     | 12 июня 2015           | Исландия               | 1:2                    | -                      | Отборочный матч ЧЕ-2016   |                        |
| 32                     | 13 октября 2015        | Нидерланды             | 3:2                    | -                      | Отборочный матч ЧЕ-2016   |                        |
| 33                     | 13 ноября 2015         | Сербия                 | 4:1                    | 1                      | Товарищеский матч         |                        |
| 34                     | 17 ноября 2015         | Польша                 | 1:3                    | -                      | Товарищеский матч         |                        |
| 35                     | 24 марта 2016          | Шотландия              | 0:1                    | -                      | Товарищеский матч         |                        |
| 36                     | 29 марта 2016          | Швеция                 | 1:1                    | -                      | Товарищеский матч         |                        |
| 37                     | 27 мая 2016            | Мальта                 | 6:0                    | 1                      | Товарищеский матч         |                        |
| 38                     | 1 июня 2016            | Россия                 | 2:1                    | 1                      | Товарищеский матч         |                        |
| 39                     | 5 июня 2016            | Республика Корея       | 1:2                    | -                      | Товарищеский матч         |                        |
| 40                     | 13 июня 2016           | Испания                | 0:1                    | -                      | ЧЕ-2016. Групповая стадия |                        |
| 41                     | 17 июня 2016           | Хорватия               | 2:2                    | 1                      | ЧЕ-2016. Групповая стадия |                        |
| 42                     | 21 июня 2016           | Турция                 | 0:2                    | -                      | ЧЕ-2016. Групповая стадия |                        |
| 43                     | 31 августа 2016        | Армения                | 3:0                    | -                      | Товарищеский матч         |                        |
| 44                     | 4 сентября 2016        | Северная Ирландия      | 0:0                    | -                      | Отборочный матч ЧМ-2018   |                        |